# 南昌经济技术开发区
南昌经济技术开发区（简称：经开区；全称：国家南昌经济技术开发区）是中华人民共和国江西省南昌市新建区中北部的一个行政管理区。東接东湖区扬子洲镇，西接新建区梅岭镇、溪霞镇，南接红谷滩区凤凰洲街道和新建区长堎街道、欣悦湖街道、望城镇，北接新建区象山镇、联圩镇和赣江新区直管区新祺周管理处、金桥乡，主体为从新建区划出代管的蛟桥街道、乐化镇和樵舍镇